# Dickasjön
Dickasjön är en sjö i Avesta kommun i Dalarna och ingår i Dalälvens huvudavrinningsområde. Sjön har en area på 0,357 kvadratkilometer och ligger 67,2 meter över havet. Sjön avvattnas av vattendraget Norsån (Garpenbergsån).

## Delavrinningsområde
Dickasjön ingår i det delavrinningsområde (667438-152856) som SMHI kallar för Utloppet av Dickasjön. Medelhöjden är 77 meter över havet och ytan är 4,96 kvadratkilometer. Räknas de 25 avrinningsområdena uppströms in blir den ackumulerade arean 131,07 kvadratkilometer. Norsån (Garpenbergsån) som avvattnar avrinningsområdet har biflödesordning 2, vilket innebär att vattnet flödar genom totalt 2 vattendrag innan det når havet efter 114 kilometer. Avrinningsområdet består mestadels av skog (34 procent), öppen mark (14 procent) och jordbruk (41 procent). Avrinningsområdet har 0,34 kvadratkilometer vattenytor vilket ger det en sjöprocent på 6,8 procent.